# Wer die Nachtigall stört

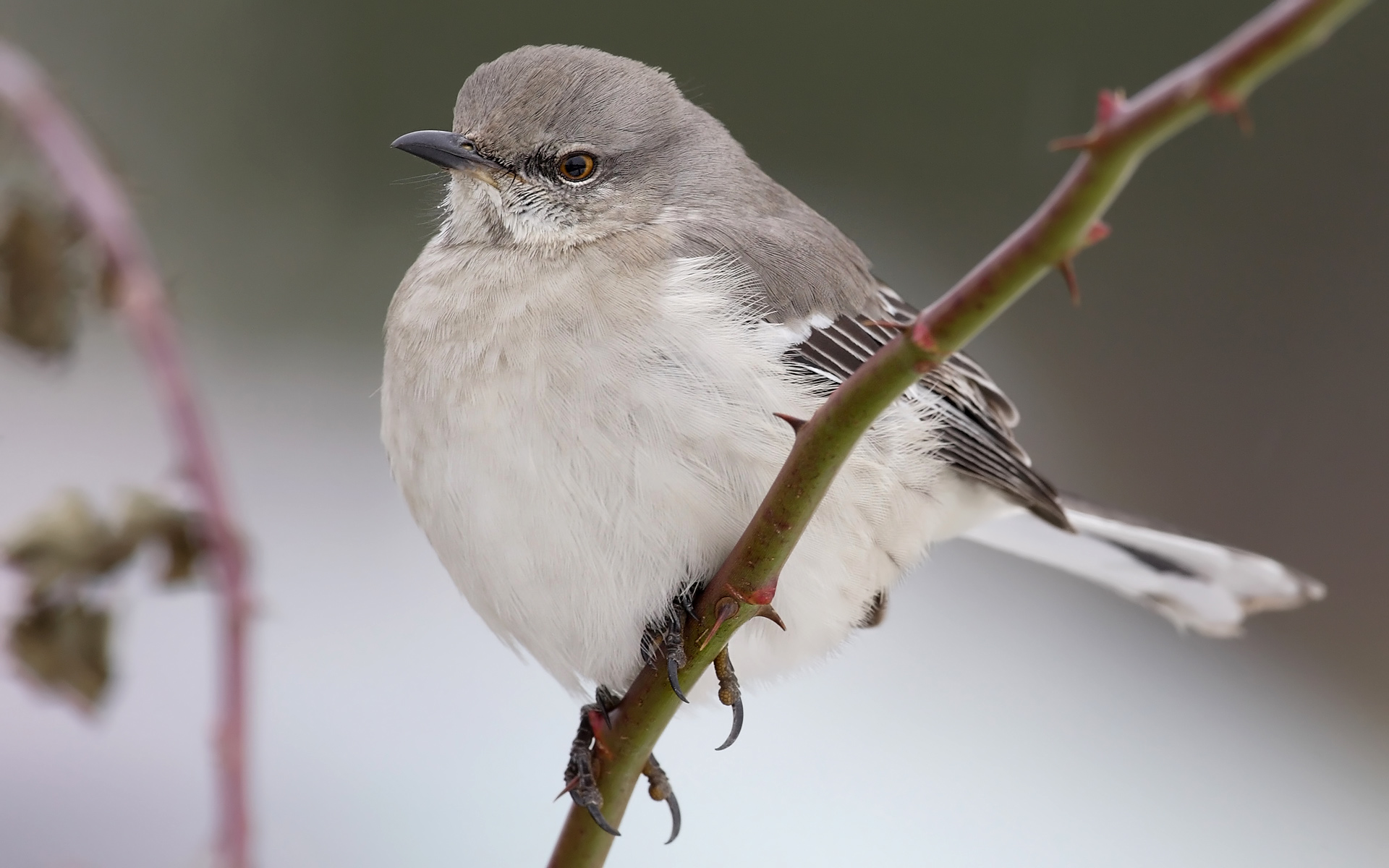
Die Spottdrossel (engl. Mockingbird) ist Staatsvogel in einigen Südstaaten der USA

Wer die Nachtigall stört (Originaltitel: To Kill a Mockingbird) ist der deutsche Titel eines 1960 erschienenen Romans der US-Amerikanerin Harper Lee. Das Werk wird der literarischen Strömung der Southern Gothic zugerechnet und handelt von Kindheit, Heranwachsen und vom Rassismus in den Südstaaten der USA. Der 1961 mit dem Pulitzer-Preis ausgezeichnete und weltweit über 40 Millionen Mal verkaufte Roman zählt zu den modernen Klassikern der amerikanischen Literatur. Die erste deutsche Übersetzung von Claire Malignon wurde 1962 publiziert, die Überarbeitung von Nikolaus Stingl 2015.

## Inhalt
Wer die Nachtigall stört spielt im Zeitraum von 1933 bis 1935 in der fiktiven Kleinstadt Maycomb im Bundesstaat Alabama, inmitten der amerikanischen Great Depression. Es beschreibt eine Kindheit aus der Sicht des aufgeweckten kleinen Mädchens Jean Louise, genannt „Scout“. Die Welt Scouts und ihres älteren Bruders Jem wird von ihrem alleinerziehenden Vater, dem Abgeordneten und Anwalt Atticus Finch, zusammengehalten. Atticus ist für die Kinder Freund, Vertrauter, Lehrer und Autorität. Während seiner Sommerferien nimmt auch Dill, der ansonsten in der Großstadt lebende Neffe der Nachbarin, an den Unternehmungen der Geschwister teil. Bereichert wird die Gedankenwelt der Kinder durch den mysteriösen Nachbarn Arthur Boo Radley, über den allerhand gruselige Geschichten kursieren, den Jem und Scout allerdings noch nie gesehen haben, da er sein Haus nicht verlässt. Trotz ihrer Bemühungen bekommen die Kinder Boo nicht zu Gesicht, doch hinterlässt er ihnen in einem Baum in der Nachbarschaft kleine Geschenke der Anerkennung.
In diese Kindheitsidylle dringt langsam die intolerante Welt des Rassismus ein, der in den Südstaaten überall spürbar ist. Atticus Finch, aufrecht und vorurteilslos, wird vom Richter Taylor – wissend, dass Atticus ein hervorragender Anwalt ist – zum Pflichtverteidiger des schwarzen Farmarbeiters Tom Robinson berufen. Dieser wird beschuldigt, die junge weiße Frau Mayella vergewaltigt zu haben. Atticus nimmt die Verteidigung des Schwarzen an, weil er sonst nie wieder seinen Kindern in die Augen blicken könne. Für die Übernahme des Falles wird der Anwalt schon bald von vielen Bewohnern Maycombs als „Negerfreund“ angefeindet. Diese Ablehnung bekommen auch seine Kinder zu spüren, etwa durch abfällige Kommentare auf dem Schulhof. In diesem Umfeld von Vorurteilen und Intoleranz, Sein und Schein und Widersprüchlichkeiten versucht Atticus, seinen Kindern auf dem Weg ins Erwachsenwerden mit seinem Rat und Vorbild beizustehen: „Mut heißt: von vornherein wissen, dass man geschlagen ist, und trotzdem den Kampf – ganz gleich, um was es geht – aufzunehmen und ihn durchzustehen. Man gewinnt selten, aber zuweilen gelingt es.“ Als eine Gruppe Männer Tom im Gefängnis lynchen will, stellt sich ihnen Atticus in den Weg und gefährdet dabei sich selbst. Als Scout, Jem und Dill plötzlich vor dem Gefängnis erscheinen und Scout einen der Männer unbekümmert anspricht, beschämt dies die Männer so, dass sie in der Nacht verschwinden.

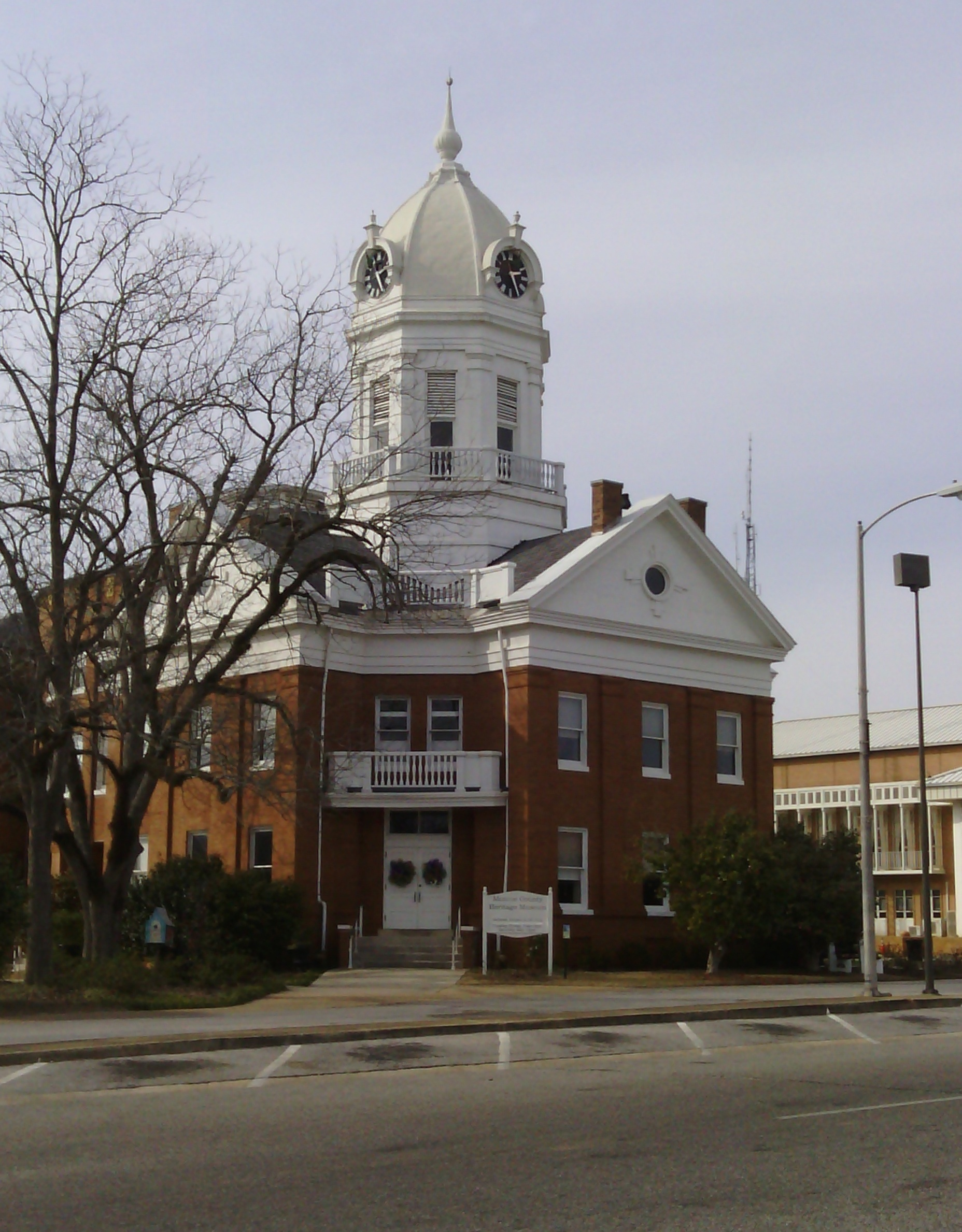
Old Monroe County Courthouse, Vorbild für das Maycomb-Gerichtsgebäude im Roman

Die Verhandlung gegen Tom Robinson wird wie ein Volksfest aufgezogen, die Gerichtshalle ist bis zum letzten Platz besetzt. Da kein Platz unter den Weißen unten im Gerichtssaal mehr vorhanden ist, setzen sich Jem, Scout und Dill – die gegen den ausdrücklichen Wunsch von Atticus an der Verhandlung teilnehmen – zu dem schwarzen Reverend Sykes auf die Galerie mit den Afroamerikanern. Atticus plädiert im Prozess darauf, dass Mayella und ihr Vater – der stadtbekannte Trinker Bob Ewell – die Jury belügen. Anhand mehrerer Indizien legt Atticus einen Tathergang nahe, nach dem Mayella selbst Tom Avancen machte und ihn in das Haus lockte. Obwohl der verheiratete Tom die Verführung ablehnte, küsste ihn Mayella. In dieser Situation wurde sie von ihrem heimkehrenden Vater überrascht und fing an zu schreien. Tom floh aus dem Haus, und Ewell verprügelte daraufhin Mayella im Zorn. Deren Verletzungen stellten die beiden dem Sheriff gegenüber als Spuren einer Vergewaltigung dar. Eine ärztliche Untersuchung wurde nicht vorgenommen und so gibt es keine medizinischen Beweise und unabhängige Zeugenaussagen für eine Tat. Außerdem macht Mayella widersprüchliche Aussagen. Atticus appelliert an die Geschworenen: „Wir wissen, dass die Menschen nicht in dem Sinne gleich erschaffen sind, wie es uns einige Leute einreden möchten. […] Dennoch gibt es ein Gebiet in diesem Land, auf dem die Gleichheit aller Menschen unbestreitbar ist. […] Diese Institution ist das Gericht.“ Obwohl Atticus’ überzeugendes Plädoyer einen Freispruch nach sich ziehen müsste, beugt sich die weiße Jury nach langer Beratung schließlich dem ungeschriebenen Gesetz, dass die Aussage eines Schwarzen weniger glaubwürdig ist als die einer Weißen, und spricht Tom schuldig. Vor allem Jem ist durch das Urteil in seinem Weltbild erschüttert. Doch wo sonst das Urteil gegen Schwarze von der Jury in nur wenigen Minuten gefällt wird, dauert dies im Fall von Tom immerhin mehrere Stunden.
Atticus rechnet sich gute Chancen für Tom in einem Berufungsverfahren vor einem höheren Gericht aus, doch der Verurteilte hat keine Hoffnung auf eine Revision des Urteils und versucht, aus dem Transport zum Gefängnis zu fliehen. Dabei wird er vom Sheriff erschossen, der ihn angeblich nur verletzen wollte. Unterdessen ist der ohnehin schlechte Ruf der Ewells in Maycomb noch weiter gesunken, da Atticus diesen im Gerichtssaal als Lügner entlarvt hat. Ewell sehnt sich nach Rache, spuckt Atticus ins Gesicht und bricht mutmaßlicherweise auch in das Haus von Richter Taylor ein, der die Verhandlung geführt hat. Schließlich greift er Jem und Scout mit einem Messer an, als diese von einem Halloween-Fest ihrer Schule im Dunkeln nach Hause zurückkehren. Jems Ellenbogen wird von Ewell gebrochen, doch ein mysteriöser Fremder, ihr Nachbar Boo Radley, wie sich später herausstellt, taucht plötzlich auf, rettet die Kinder und trägt den verletzten Jem zu Atticus. Bob Ewell wird dabei offenbar im Gerangel mit dem Fremden erstochen.
Um den menschenscheuen Arthur „Boo“ Radley nicht der kollektiven Neugier der Kleinstadt auszusetzen, wird der Tod des Täters im Polizeibericht als Sturz ins eigene Messer dargestellt. Atticus besteht zuerst auf einer öffentlichen Untersuchung, lässt sich schließlich jedoch von den Argumenten des Sheriffs, es handele sich um Notwehr, überzeugen. Scout kommentiert dieses Verschweigen mit der Bemerkung, dass Boo genau wie eine Nachtigall nicht gestört werden dürfe. Dieser Bezug zu einer Aussage von Atticus wird im deutschen Romantitel aufgegriffen. Er verbietet seinen Kindern, die Nachtigall (im Original ein „Mockingbird“, eine Spottdrossel) zu jagen, weil „sie nur schön singt und niemandem etwas zuleidetut“: „Darum ist es eine Sünde, auf eine Nachtigall zu schießen.“ Am Ende des Romans begleitet Scout ihren Nachbarn Boo zurück in sein Haus, während Atticus am Krankenbett seines Sohnes wacht. Bereits im ersten Satz des Romans wird auf die Verletzung hingewiesen, die im Wesentlichen geheilt werden kann.

## Figuren
- Scout (Jean Louise Finch): Die erwachsene Scout fungiert als Ich-Erzählerin und berichtet dabei aus ihrer Kindheit. Zu Beginn des Romans ist Scout sechs, am Ende neun Jahre alt. Im Gegensatz zu anderen Mädchen ihres Städtchens ist die aufgeweckte Scout ein regelrechter Tomboy, die auch gelegentlich mit den Fäusten zuschlägt. Im Verlaufe von Wer die Nachtigall stört bringt sie das immer in Konflikte, doch auch dank der Hilfe ihres Vaters lernt sie dazu.
- Atticus Finch: Aus einer angesehenen Südstaaten-Familie kommend, praktiziert Atticus als Anwalt in Maycomb. Seit dem plötzlichen Tod seiner Frau vor einigen Jahren muss er die beiden Kinder alleine aufziehen. Atticus ist im Gegensatz zu den Vätern der anderen Kinder mit 50 Jahren bereits älter, trinkt und raucht nicht; stattdessen beschränkt er sich aufs Zeitunglesen. Der als positive Vaterfigur dargestellte Atticus glaubt an die Unschuld seines schwarzen Klienten Tom, was ihm in Maycomb einige Feinde einbringt. Der irrationale Charakter des Rassismus wird daran verdeutlicht, dass er trotz der Anfeindungen einstimmig ins Parlament von Alabama wiedergewählt wird. Atticus lehnt Gewalt prinzipiell ab, obwohl er in jungen Jahren ein hervorragender Schütze war.
- Jem (Jeremy Atticus Finch): Scouts älterer Bruder, zu Beginn des Romans zehn Jahre alt. Er ist Scouts Beschützer und unternimmt mit ihr viele Streiche. Gegen Ende des Romans verliert Jem, bei dem die Pubertät einsetzt, durch den Prozess gegen Tom den Glauben an die Gerechtigkeit der Welt und damit auch seine kindliche Unschuld.
- Charles Baker Harris (Dill) : Ein kleingewachsener, intelligenter Junge, der jeden Sommer bei seiner Tante Rachel in der Nachbarschaft der Familie Finch lebt. Seine Mutter und sein Stiefvater vernachlässigen ihn emotional, seinen leiblichen Vater kennt er nicht. Dill, der mit einer wilden Fantasie ausgestattet ist, treibt die Versuche der Kinder an, den Nachbarn Boo Radley aus seinem Haus zu locken.
- Calpurnia: Die afroamerikanische Haushälterin der Familie Finch, eine selbstbewusste und kluge Frau. Sie ist für die Kinder eine Autoritätsperson und wirkt damit auch auf ihre Erziehung ein.
- Miss Maudie Atkinson: Die Nachbarin der Familie Finch und eine Jugendfreundin von Atticus. Die nette, offenherzige Witwe ist den Kindern von Atticus eine wichtige Bezugsperson und besitzt deren Respekt. Ihre Freizeit verbringt Miss Maudie unter anderem mit Gartenarbeit und Kuchenbacken. Als ihr Haus im Verlaufe des Romanes niederbrennt, zeigt sie sich mutig und nimmt es gelassen.
- Arthur „Boo“ Radley: Der mysteriöse Nachbar der Familie Finch, vor dem sich alle Kinder von Maycomb fürchten, obwohl sie ihn noch nie zu Gesicht bekommen haben. Seit einem Vorfall in seiner Jugend, bei dem er vor Gericht erscheinen musste, trat er kaum mehr vor die Haustür. Er scheint ein einsamer Mann zu sein, der Jem und Scout mit Geschenken bedenkt. Im entscheidenden Moment des Romanes ist Arthur zur Stelle und kann die Kinder vor Bob Ewells Angriff retten.
- Robert E. Lee „Bob“ Ewell: Der Hauptantagonist des Romans, ein rassistischer Trunkenbold und Schläger. Der Witwer lebt von Wohlfahrtsgeldern, die genaue Zahl seiner Kinder kennt niemand in Maycomb wirklich.
- Mayella Ewell: Die 19-jährige Tochter von Bob Ewell, die bei ihrem grausamen Vater und zahlreichen kleinen Geschwistern, die sie versorgen muss, ein so trostloses Leben führt, dass sie schließlich einen schwarzen Mann verführen will. Vor Gericht behauptet sie aber wie ihr Vater, dass Tom sie vergewaltigt hätte. Während des Prozesses ist Mayella überrascht darüber, wie freundlich und respektvoll Atticus sie anspricht, weil sie dies zunächst für Spott hält.
- Tom Robinson: Der Angeklagte, ein starker, junger Afroamerikaner. Sein linker Arm ist seit einem Unfall während seiner Kindheit verkümmert, weshalb er die Verletzungen von Mayella – die von einem Linkshänder stammen – kaum verursacht haben kann. Sein Satz, dass er als Schwarzer Mitleid mit der weißen Mayella gehabt habe, bringt die weiße Jury gegen ihn auf. Obwohl Atticus Berufung einlegen will, ist Tom so verzweifelt, dass er aus dem Transport zum Gefängnis flüchten will und erschossen wird.
- Tante Alexandra Hancock: Die Schwester von Atticus, die auf Finch Landing, dem Landsitz der Familie, mit ihrem Ehemann lebt. Etwa in der Mitte des Romans verlässt sie Finch Landing, um nach Maycomb zu ihrem Bruder zu ziehen und diesen bei der anstehenden Gerichtsverhandlung zu unterstützen. Die sehr auf Familientradition bedachte Tante Alexandra widmet sich daraufhin auch intensiv der Erziehung von Scout, deren burschikoses Wesen sie ablehnt und die sie lieber in eine feminine Dame verwandeln will. Das sorgt regelmäßig für Konflikte zwischen Scout und Tante Alexandra sowie für andauernde Kritik an Atticus’ Erziehungsmethoden. Dennoch fühlt sie mit ihrem Bruder mit und wirft den Bewohnern von Maycomb insgeheim vor, dessen Gutmütigkeit auszunutzen.
- Onkel Jack Finch: Der jüngere Bruder von Atticus, der im amerikanischen Norden als Arzt praktiziert. Der kinderlose Jack ist witzig und freundlich, weshalb Jem und Scout ihn sehr schätzen.
- Francis Hancock: Der verwöhnte Enkel von Tante Alexandra, der etwa genauso alt ist wie Scout und Jem. Francis äußert sich abfällig über Atticus’ Verteidigung von Tom, woraufhin Scout ihn kurzerhand verprügelt und dafür eine Strafe erhält.
- Nathan Radley: Der streng religiöse Nachbar der Finchs und der Bruder von Arthur Radley. Nathan ist im Gegensatz zu Arthur, der bei ihm im Haus lebt, zwar regelmäßig im Dorf anzutreffen, seine Verhaltensweisen sind aber genauso mysteriös. Als Boo den Nachbarskindern kleine Geschenke im Baumstumpf hinterlässt, zementiert Nathan Radley diesen kurzerhand zu.
- Mrs. Henry Lafayette Dubose: Die hochbetagte Nachbarin der Familie Finch, eine übellaunige Rassistin. Sie beleidigt Atticus für seine Verteidigung von Tom, woraufhin Jem ihre Blumen teilweise zertrampelt. Als Strafe muss er der im Sterben liegenden Mrs. Dubose über mehrere Wochen jeden Abend vorlesen. Nach ihrem Tod erfährt Jem von Atticus, dass sie wegen ihrer Schmerzen von Morphium abhängig geworden war, sich aber dank der Ablenkung durch Jems Vorlesen von ihrer Morphiumsucht lösen konnte. Atticus bezeichnet Mrs. Dubose als mutige Persönlichkeit, da sie ihre unheilbare Krankheit mit Würde ertragen habe.
- Stephanie Crawford: Eine unverheiratete Nachbarin der Familie Finch, die sich vor allem für Klatsch und Gerüchte begeistern kann.
- Rachel Haverford: Eine Nachbarin der Finchs und die Tante von Dill, die sich um ihn während seiner Sommerferien kümmert.
- Mrs. Grace Merriweather: Eine angesehene Missionars-Dame in Maycomb, die ihr Verhalten gegenüber Schwarzen für das einer vorbildlichen Christin hält. Tatsächlich äußert sie sich aber unbewusst auf paternalistische, herablassende Weise über Afroamerikaner und zeigt dadurch ihre Bigotterie.
- Mr. Heck Tate: Der Sheriff von Maycomb und ein Freund von Atticus, der sich ebenfalls gegen den Rassismus von Maycomb stellt. An mehreren Schlüsselstellen des Romans ist Sheriff Tate anwesend: Beim Überfall von Bob Ewell auf die Kinder, beim Gerichtsprozess und als Atticus einen tollwütigen Hund erschießt.
- Richter Taylor: Maycombs Richter, der den Prozess gegen Tom leitet. Taylor ahnt Toms Unschuld und setzt daher mit Atticus einen fähigen Anwalt für die Verteidigung ein. Seine indirekten Versuche, die Jury zu beeinflussen, scheitern aber.
- Mr. Horace Gilmer: Ein Anwalt aus der Nachbarstadt Abbottsville, der als Ankläger im Fall Robinson erscheint. Es fühlt sich von dem Fall jedoch unangenehm berührt.
- Mr. Braxton Underwood: Der Besitzer und Chefredakteur der Lokalzeitung „Maycomb Tribune“ und ein weiterer Freund von Atticus. Obwohl er ebenfalls rassistische Einstellungen hat, wünscht er sich dennoch eine faire Verhandlung für Tom und bewacht von seinem Fenster aus sogar das Gefängnis, als der Lynchmob eintrifft.
- Dr. Reynolds: Der Dorfarzt von Maycomb, der bei den Krankheitsfällen im Verlaufe des Romans anwesend ist.
- Dolphus Raymond: Ein wohlhabender Weißer, der außerhalb von Maycomb mit einer Schwarzen lebt und mehrere Kinder mit ihr hat. Die abgestoßenen Bürger von Maycomb schieben seinen skandalösen Lebensstil darauf, dass Dolphus Alkoholiker ist – denn jedes Mal, wenn er nach Maycomb kommt, läuft Dolphus scheinbar betrunken mit einer Flasche herum. In einem Gespräch mit Dolphus findet Scout jedoch heraus, dass in der Flasche nur Coca-Cola ist – Dolphus spielt seine Rolle als Betrunkener vor, damit die Weißen von Maycomb eine Erklärung für sein Verhalten haben und ihn in Ruhe lassen.
- Link Deas: Tom Robinsons Arbeitgeber, ein weißer Ländereienbesitzer. Während des Prozesses ist er einer der wenigen Weißen auf der Seite von Tom, auch nach dessen Tod unterstützt er Toms Witwe finanziell.
- Walter Cunningham Jr. und Sr.: Die Cunninghams sind eine arme, ungebildete Hinterwäldlerfamilie, die in ihrem Ansehen aber noch über den Ewells steht. Walter Cunningham Jr. geht mit Scout in eine Klasse und gerät mit ihr am ersten Schultag aneinander, woraufhin Jem ihn als Entschuldigung zum Mittagessen zu den Finchs einlädt. Walter Cunningham Sr. ist ein Klient von Atticus, der zunächst auch Tom lynchen will, sich dann aber beschämt umentscheidet. Ein Mitglied der Cunninghams sitzt später in der Jury und sperrt sich über mehrere Stunden gegen eine Verurteilung von Tom.
- Cecil Jacobs: Ein Klassenkamerad von Scout, der sich wegen des Prozesses über Scout und ihre Familie abfällig äußert, woraufhin diese ihn attackiert. Insgesamt scheint seine Beziehung zu Scout und Jem aber freundschaftlich zu sein.
- Burris Ewell: Bob Ewells Sohn, der bereits mehrmals sitzengeblieben ist und der während des ersten Schuljahres mit Scout in einer Klasse ist. Die Ewell-Kinder gehen nur am ersten Tag des Jahres zur Schule, damit ihr Name in der Statistik steht, anschließend bleiben sie einfach zu Hause.
- Miss Caroline Fisher: Eine junge Lehrerin mit neuen Lehrmethoden, die aus der Stadt ins Dorf Maycomb gekommen ist. Sie ist Scouts Lehrerin in der ersten Klasse und kennt sich nicht mit Maycombs Kultur aus, was ihr einige Probleme und Missverständnisse einbringt.
- Reverend Sykes: Der Pfarrer der schwarzen Gemeinde von Maycomb. Während des Prozesses sitzt er neben Jem und Scout auf der Tribüne der Farbigen. Er behandelt die Kinder respektvoll und freundlich, auch aus tiefer Dankbarkeit gegenüber Atticus, dass er den Fall übernommen hat.
- Lula: Eine schwarze Frau in Maycomb, die empört ist, als Haushälterin Calpurnia Jem und Scout in die Kirche der Schwarzen mitnimmt.
- Helen Robinson: Die Ehefrau und spätere Witwe von Tom Robinson.

## Form
Der Roman ist in zwei Teile und 31 Kapitel, die keine Überschriften tragen, gegliedert. Der zweite Teil, in dem v. a. der Gerichtsprozess geschildert wird, beginnt mit Kapitel zwölf.
Scout, die Protagonistin, erzählt im Rückblick von einer ihre Entwicklung prägenden ca. zweijährigen Phase ihrer Kindheit und zeichnet ein Bild ihrer Familie, ihrer Nachbarschaft und der Gesellschaft im Maycomb-County der 1930er Jahre. Dabei kombiniert die Autorin die Stimme eines zum Zeitpunkt der Hauptereignisse ca. achtjährigen intelligenten Mädchens, das neugierig und kritisch seine Umgebung beobachtet, mit den Reflexionen einer erwachsenen Frau über ihre Sozialisation in dem Südstaat Alabama. Diese vermischte Erzählweise in der Ich-Form wurde in Rezensionen einerseits als uneinheitlich und nicht einer naiven Kinderperspektive entsprechend kritisiert, andererseits als Strategie der Mehrdeutigkeit erklärt, indem die Rückblickperspektive in die noch nicht von gesellschaftlichen Normen dominierte Kindersicht eingearbeitet werde.
In diesem Zusammenhang wird Harper Lee von vielen Rezipienten eine bemerkenswerte Gabe des Geschichtenerzählens zugestanden: Ihre Kunst sei visuell. Mit kinematografischer Fluidität und Subtilität gehe eine Szene in eine andere über.
Das stärkste Stilelement, das von Rezensenten hervorgehoben wird, sei Lees ungekünsteltes Erzähltalent, das in der Time als „taktile Brillanz“ bezeichnet wurde. Die Autorin erzähle eine „herrlich trügerische“ Geschichte, welche die von den Erwachsenen nicht hinterfragte Traditionen ins Blickfeld rücke. und einzelne Szenen des Romans, z. B. Mrs. Grace Merriweathers Missionsberichte über die heidnischen Mrunas (Kap. 24), ihr Halloween-Theater und Tante Alexandras Lady-Zirkel, wie Gesellschaftssatiren wirken lasse. Tavernier-Courbin untersuchte Lees Stil und die Verbindung von Humor, Ironie und Parodie mit der tragischen Robinson-Ewell-Geschichte: Lee mache sich über die Bildung, das Justizsystem und ihre eigene Gesellschaft lustig, indem sie sie als Objekte ihrer humorvollen Missbilligung benutze.

## Rezeption
- 1961 Pulitzer-Preis.
- Die erste deutsche Übersetzung stammt von Claire Malignon, erschien zuerst 1962 im Rowohlt Verlag und stand neun Wochen lang in den Jahren 1962 und 1963 auf dem Platz 1 der Spiegel-Bestsellerliste. Sie wurde 2015 von Nikolaus Stingl für eine Neuausgabe überarbeitet und enthält weiterhin den Umschlagentwurf der Erstausgabe von Werner Rebhuhn.
- 2016 gehörte die englische Fassung laut der jährlichen Liste von Publishers Weekly zu den 10 meistverkauften Büchern in den USA.[13]
- To Kill a Mockingbird steht auf zahlreichen vom Publikum erstellten Bücherlisten[14] auf einem vorderen Platz: 1999: Bester Roman des 20. Jahrhunderts (Library Journal). Nummer fünf der Reader’s List der Modern Library der 100 besten Romane in englischer Sprache seit 1900. Nummer vier auf der Liste der 100 besten Board Picks für Romane und Sachbücher (Radcliffe Publishing Course). 2006: Liste erstellt nach der Frage „Welches Buch sollte jeder Erwachsene lesen, bevor er stirbt?“. 2003: 6. Platz aller Zeiten (BBC-Sendung „Big Read“). 2008: Bester Roman aller Zeiten  (Play.com). 2021: Bestes Buch der vergangenen 125 Jahre (New York Times).[15]
- 2023: Aufnahme in die neue Zeit-Bibliothek der Weltliteratur „100 Bücher, 100 Gefährten“[16]
- Der Roman wurde mittlerweile in über 40 Sprachen übersetzt und erreichte eine weltweite Auflage von über 40 Millionen Exemplaren.[17]

Der erfolgreiche Roman wurde in den USA unterschiedlich rezipiert:
- Dem Tagesspiegel zufolge wird das Buch in den USA „von konservativen wie progressiven Kreisen bis heute verdammt“.[18] Die einen störe das negative Bild der US-Gesellschaft, die anderen stießen sich an der „politisch unkorrekten“ Sprache, zum Beispiel dem Wort „Nigger“. „Von 1990 bis 1999 befand sich das Werk regelmäßig unter den Top Ten jener Bücher, die am häufigsten aus dem Unterricht der öffentlichen Schulen verbannt wurden.“[18] Anfang 2022 hat der Mukilteo School District, USA, das Buch von der Leseliste gestrichen.[19] Die Stadt Chicago dagegen hat 2001 den Roman zum Thema ihrer Kampagne „Eine Stadt liest ein Buch“ gemacht, für 40.000 Dollar zusätzliche Exemplare angeschafft und diese in ihren 78 öffentlichen Büchereien mehrere Wochen lang gratis verliehen.
- Karl-Heinz Wirzberger sah in Lees Aussagen den „Standpunkt eines humanistischen, aufgeklärten Bürgertums“ und resümierte, dass der Roman Bestand haben und ernst genommen werde, weil er „dem Fortschritt, der Humanität“ diene. Die Versetzung der Handlung in die 1930er Jahre sah er in „Schwierigkeiten beim Sagen der Wahrheit“ vor dem Hintergrund der Rassenkonflikte in den USA der 1950er und 60er Jahren begründet. Aufgrund des progressiven Charakters der Geschichte und da sie aus dem Blickwinkel eines Kindes erzählt wird, verglich Wirzberger den Roman mit Die Abenteuer des Huckleberry Finn.[20]

## Schullektüre-Diskussion in den USA
Die Lektüre und Analyse des Romans im Schulunterricht führte im Laufe der Publikationsgeschichte immer wieder zu Beschwerden von Eltern über das rassistische Vokabular und die Thematisierung einer Vergewaltigung und darüber hinaus zu Diskussionen über die Bedeutung des Buches für die Aufklärung über Rassendiskriminierung.
Die National Education Association setzte den Roman 1968 auf den zweiten Platz einer Liste der Bücher mit den meisten Beschwerden von privaten Organisationen. und die American Library Association berichtete, dass To Kill a Mockingbird auf den 21. Platz der 100 am häufigsten beanstandeten Bücher der Jahre 2000 und 2009 stand. Z. B. wurde im Bundesstaat Virginia und in Biloxi, Mississippi, 2016 bzw. 2017 der Roman aus der Leseliste der Schulen gestrichen.
Diese Verbote wurden von anderen Eltern kritisiert und mussten teilweise zurückgenommen werden. So konnte in Biloxi der Harper-Roman wieder aus der Schulbibliothek ausgeliehen werden. Die American Civil Liberties Union verteidigte die Lektüre des Romans: Die Auseinandersetzung mit den Themen sei wichtig, um „racial injustices“ bewusst zu machen. Becky Little vom History Channel, Arne Dunca, Obamas Bildungsminister, und Vertreter des Mark Twain House betonten die Notwendigkeit der Auseinandersetzung mit Rassismusproblemen in der Schule und verwiesen auf ähnliche Kontroversen über Mark Twains Huckleberry Finn. Die Historikerin Diane McWhorter ist der Auffassung, dass jedes Kind im Süden Momente rassistischer kognitiver Dissonanz hat, welche die Überzeugungen, mit denen es aufgewachsen ist, in Frage stellen. Viele Kinder würden das gleiche bei der Lektüre des Romans tun.
Nach den ersten Reaktionen auf die Publikation wurde die Diskussion später erweitert: Während der Roman einen allgemein positiven Einfluss auf die Beziehungen weißer Leser zu anderen Ethnien habe, werde er von schwarzen Lesern zwiespältig aufgenommen. In einem aufsehenerregenden Fall versuchten in den 1990er Jahren Schulbezirke der kanadischen Provinzen New Brunswick und Nova Scotia, das Buch aus den Standardlehrplänen zu streichen, weil die Terminologie der Darstellung schwarze Schülerinnen und Schüler demütigenden Erfahrungen aussetze, die ihre Selbstachtung und den Respekt ihrer Mitschüler beeinträchtige.
Andere Kritiker bemängelten, dass in Lees Roman, wie auch in der Verfilmung, der Rassismus aus einer weißen Perspektive erzählt und verurteilt werde und dass durch den Mut und die Moral des Rechtsanwalts Atticus Finch eine „weiße Rettererzählung“ entstehe. Ergänzt werde dieses Bild durch die stereotype Darstellung abergläubischer Schwarzer, durch Calpurnia, eine aktualisierte Version des Motivs des „zufriedenen Sklaven“, und die Dämonisierung des armen ländlichen „White Trash“.
Die Verteidiger setzen Lees Roman in Beziehung zu dem Erfolg der Bürgerrechtsbewegung in den 1960er Jahren. Allein das Schreiben eines solchen Buches in den späten 1950er Jahren sei ein Akt des Protests. Der Bürgerrechtler Andrew Young bewertet den Roman als „einen Akt der Menschlichkeit“, indem er die Möglichkeit aufzeigt, dass Menschen ihre Vorurteile überwinden können. Mark Childress vergleicht die Wirkung des Buches mit der von Onkel Toms Hütte.

## Autobiographisches und Bezüge zu Truman Capote

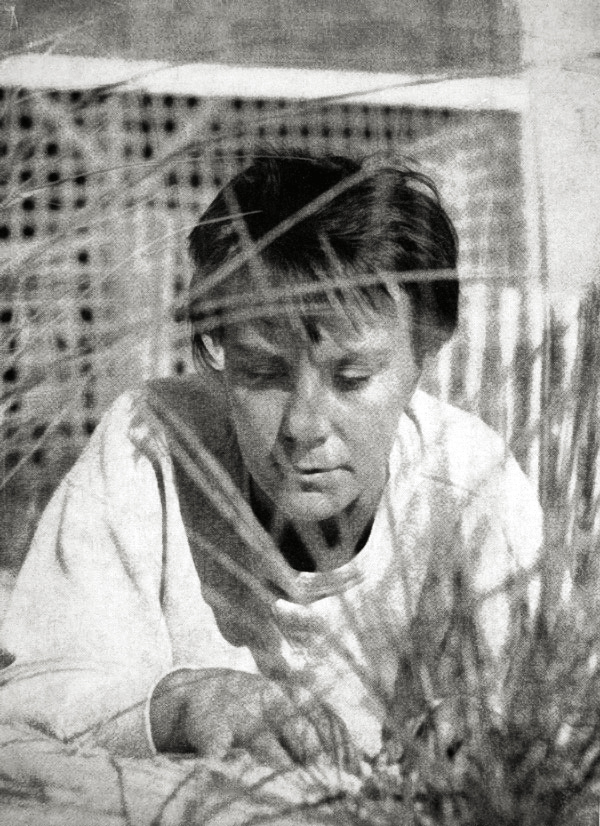
Harper Lee (1960)

Wenn auch die Autorin bestritt, dass es sich bei dem Roman um eine Autobiographie handele, so sind doch einige autobiographische Elemente offensichtlich:
- Vorbild für die fiktive Kleinstadt Maycomb war offenbar das Städtchen Monroeville, in dem sie selbst aufwuchs.
- Der Familienname erinnert an den Mädchennamen von Lees Mutter Frances Cunningham Finch.
- In den Jahren 1933 bis 1935, in denen der Roman spielt, war Harper Lee (geb. 1926) ebenso alt wie ihre Hauptheldin und Ich-Erzählerin Scout.
- Ihr Bruder Edwin Coleman (geb. 1920) ist ebenso wie Scouts Bruder Jem vier Jahre älter als sie.[45]
- Scouts Vater, die Figur des Atticus Finch, ist ihrem eigenen Vater Amasa Coleman Lee, nachempfunden. Er war wie Atticus Finch Anwalt und verteidigte 1919 zwei des Mordes angeklagte Schwarze, nachdem sie verurteilt, gehängt und verstümmelt worden waren.[46] Der Roman sollte ursprünglich nach Atticus, dem Helden der Geschichte, betitelt werden.[47]
- Dem Buch ist eine Danksagung „für Liebe und Zuneigung“ an Mr. Lee und Alice, den Vater und die ältere Schwester der Autorin, vorangestellt. Als Motto trägt es ein Zitat von Charles Lamb: Auch Rechtsanwälte, glaube ich, waren einst Kinder.
- Harper Lees Jugendfreund Truman Capote war höchstwahrscheinlich Vorbild für den Nachbarsjungen Dill.

Die Tatsache, dass Truman Capote zur selben Zeit wie Harper Lee im selben Ort Monroeville aufwuchs und beide als Kinder befreundet waren, führte zu bis heute anhaltenden Gerüchten. Demnach habe in Wahrheit Capote den Roman geschrieben oder zumindest stark redigiert, der dann unter Lees Namen veröffentlicht wurde. Als Indiz wurde unter anderem angeführt, dass Harper Lee nach dem Erfolg von Wer die Nachtigall stört außer einigen kurzen Essays keine weiteren Werke veröffentlichte.
2006 wurde jedoch ein bislang unbekanntes Dokument entdeckt, das dieses Gerücht widerlegte. Es handelt sich um einen Brief, den Capote am 9. Juli 1959 an eine Tante schrieb. Darin heißt es, er habe Harper Lees Buch zum größten Teil gelesen, es gefalle ihm sehr und sie habe großes Talent. Von einer eigenen Beteiligung an dem Buch ist nirgendwo die Rede. Lee ist also eindeutig die alleinige Autorin des Buches.
Harper Lees Arbeit am Roman Wer die Nachtigall stört, seine Veröffentlichung und der Erfolg der anschließenden Verfilmung sind auch Thema des Spielfilms Capote. Harper Lee wird hier von Catherine Keener dargestellt.

## Urfassung
Das Buch Go Set a Watchman ist eine Vorgängerversion von To Kill a Mockingbird. Dieser Text wurde bereits Mitte der 1950er Jahre geschrieben, also vor Wer die Nachtigall stört. Das Manuskript wurde von Lees Freundin und Anwältin Tonja Carter im Herbst 2014 wiederentdeckt und am 14. Juli 2015 bei HarperCollins (USA) und Heinemann (UK) in einer Auflage von zwei Millionen Exemplaren publiziert. Es handelt von der erwachsenen Scout in New York, die ihren Vater Atticus 20 Jahre nach den Geschehnissen von Wer die Nachtigall stört in der fiktiven Stadt Maycomb, Alabama besucht. Am 17. Juli 2015 erschien die deutsche Übersetzung von Ulrike Wasel und Klaus Timmermann unter dem Titel Gehe hin, stelle einen Wächter bei der Deutschen Verlags-Anstalt.

## Adaption

Gerichtsszene aus To Kill A Mockingbird in Monroeville (2010)

### Lesung
- To Kill A Mockingbird, gelesen von Sissy Spacek, 2010.[53]
- Wer die Nachtigall stört, gelesen von Eva Mattes, 2015.[54][55][56]

### Illustration
- Fred Fordham bearbeitete und illustrierte Lees Roman als Graphic Novel.[57]

### Film
- 1962 wurde der Roman unter dem Originaltitel To Kill a Mockingbird verfilmt und mit drei Oscars prämiert: Gregory Peck (Hauptrolle des Atticus Finch), Horton Foote (Drehbuch), Alexander Golitzen, Henry Bumstead und Oliver Emert (Ausstattung). Regie führte Robert Mulligan.[58]

### Theater
- Die Bühnenbearbeitung von Christopher Sergel wurde 1990 in Monroeville (Alabama), Harpers Geburtsstadt, uraufgeführt. Seitdem spielen Bürger der Stadt das Stück jährlich. Zuschauer werden in der Pause ausgewählt und spielen im zweiten Teil im Gerichtsgebäude von Monroe County die Jury.[59][60]
- Sergels Stück ging 2006[61] und 2011[62] jeweils mit Duncan Preston und 2013–2014[63] mit Robert Sean Leonard als Atticus Finch auf Tournee durch Großbritannien.
- 2018 inszenierte Bartlett Sher am Broadway in New York eine Bühnenversion von Aaron Sorkin.[64] Die Produktion gewann 2019 (bei 9 Nominierungen) einen Tony Awards:[65] Celia Keenan-Bolger als Scout Finch (Beste Nebenrolle).

## Ausgaben

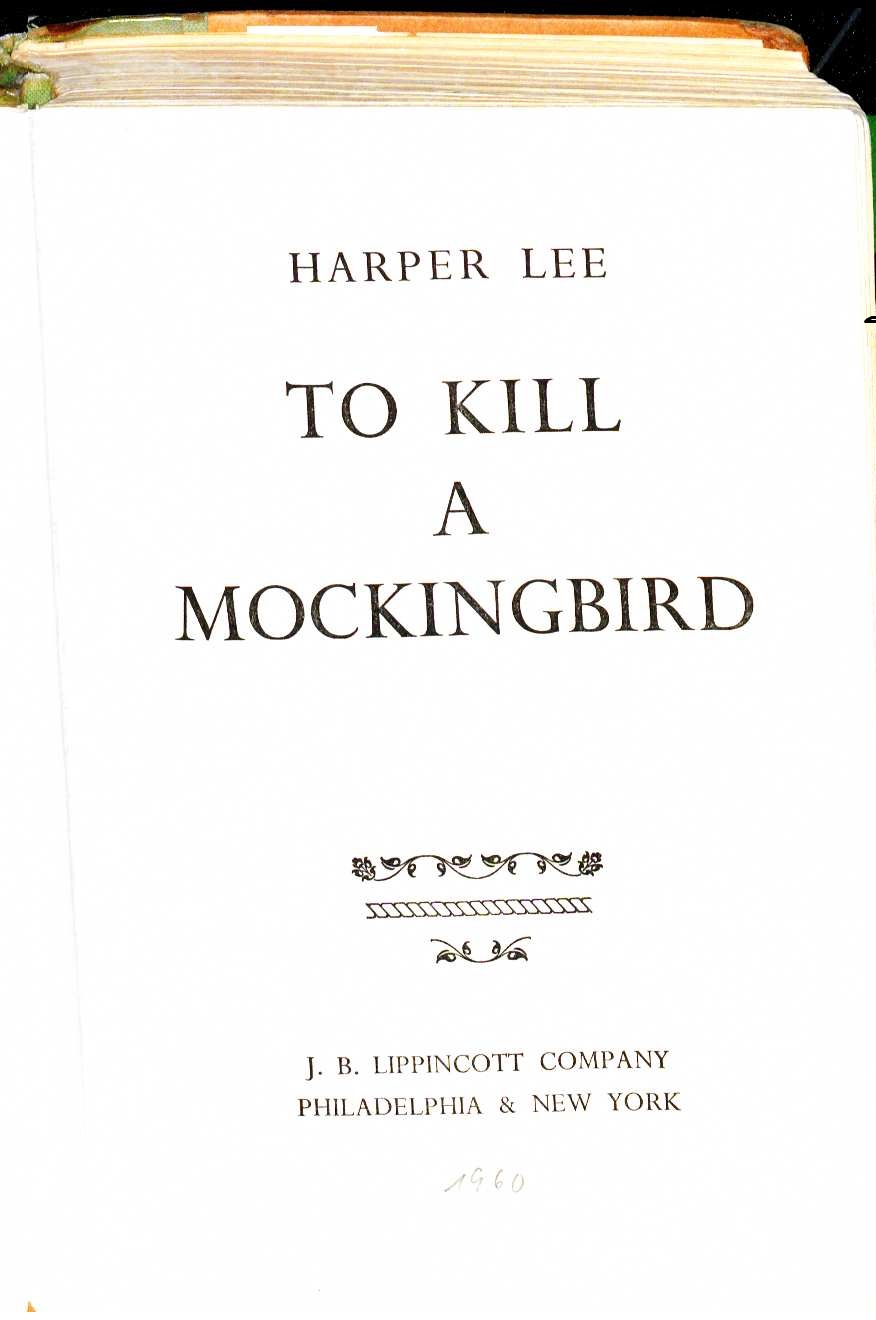
Titel der Erstausgabe 1960

- To Kill a Mockingbird. Philadelphia: Lippincott, 1960. Erstveröffentlichung am 11. Juli 1960.[66]
  - Wer die Nachtigall stört. Roman. Übersetzung Claire Malignon. Rowohlt, Reinbek 2008, ISBN 978-3-499-14281-9.
  - Wer die Nachtigall stört. Roman. Übersetzung Claire Malignon. Übersetzerische Bearbeitung der Neuausgabe Nikolaus Stingl; Nachwort Felicitas von Lovenberg. Rowohlt, Reinbek 2015, ISBN 978-3-498-03808-3.
  - Wer die Nachtigall stört. Graphic Novel. Illustriert und bearbeitet von Fred Fordham; Übersetzung Claire Malignon, überarbeitet von Nikolaus Stingl, Rowohlt, Reinbek 2018, ISBN 978-3-499-21822-4.